# AmeriKKKant
AmeriKKKant es un álbum de la banda de metal industrial Ministry, lanzado el 9 de marzo de 2018. Será su primer lanzamiento con la discográfica Nuclear Blast, y marcará la brecha más larga entre dos álbumes de estudio en toda la carrera del grupo. AmeriKKKant también será el primer álbum de Ministry sin el guitarrista Mike Scaccia desde Animositisomina (2003); Scaccia murió en 2012, pero apareció póstumamente en From Beer to Eternity.

## Lista de canciones
1. "I Know Words"	3:15
2. "Twilight Zone"	8:03
3. "Victims of a Clown"	8:18
4. "TV 5/4 Chan"	0:49
5. "We're Tired of It"	2:48
6. "Wargasm"	6:19
7. "Antifa"	4:56
8. "Game Over"	5:01
9. "AmeriKKKa"	8:30